# 大内茜
大内 茜（おおうち あかね、11月22日 - ）は、日本の女性声優。レオパード・スティール所属。神奈川県出身。旧名は上田 茜（うえだ あかね）。

## 略歴
日本ナレーション演技研究所出身。
2016年5月31日をもってアーツビジョンを退所。2017年4月1日からレオパード・スティールに所属。

## 人物
写真を撮影したり、ウサギのグッズを集めたりすることが趣味。

## 出演
太字はメインキャラクター。

### テレビアニメ
- 君と僕。（2011年 - 2012年、浅羽祐希〈幼少時〉、友人1、女子生徒1、女子高生、女子生徒2、上級生3） - 2シリーズ[一覧 1]
- BEASTARS（2019年 - 2021年、エレン[3][4]） - 2シリーズ[一覧 2]
- ID:INVADED イド:インヴェイデッド（2020年、エンジニア）
- 宇宙なんちゃら こてつくん（2022年、子ども、異星人）
- 俺だけレベルアップな件（2024年、看護師）

### ゲーム
- 俺の屍を越えてゆけ（赤猫お夏、神様、遺言）
- 太鼓の達人（アルミ、テルル）
- デビルサマナーソウルハッカーズ（エリカ 他）
- 真・女神転生IV
- 真・女神転生IV FINAL
- わグルま!（スライム）
- マジカ★マジカ（八色沙紀[5]）
- 妖怪百姫たん！（橋姫・かまいたち）
- バッドエンド城へようこそ！（シンデレラ）
- 封印勇者！マイン島と空の迷宮（サフィール、コマチ[6]、ティエン[7]、ランファン[8]）
- 姫王と最後の騎士団
- 明鏡連符（魔鳥実アイル）
- アルテイルクロニクル（大隊長イシュタル）

### ラジオ
- あにらじっ♪（未）声優部（久慈沢菜央）

### 吹き替え

#### アニメ
- ぞうのババール 〜バドゥのだいぼうけん〜（ザワディ）
- LEGO Elves: エルブンデールの秘密（アイラ）

#### 映画
- タイムトラベラーの系譜シリーズ（グウェンドリン〈マリア・エーリック（ドイツ語版）〉）
  - ルビー・レッド タイムトラベラーの系譜（ドイツ語版）
  - タイムトラベラーの系譜 サファイア・ブルー（ドイツ語版）
  - タイムトラベラーの系譜 エメラルド・グリーン（ドイツ語版）
- ザ・コレクター 〜監禁地帯〜（チェルシー〈エミリー・ウラアップ（英語版）〉）
- ウォーキング・ウィズ・エネミー ナチスになりすました男（英語版）（ハンナ〈ハンナ・トイントン（英語版）〉）
- 聖なる鹿殺し キリング・オブ・ア・セイクリッド・ディア（キム・マーフィ〈ラフィー・キャシディ〉）

### ドラマCD
- グラール騎士団Quatre Saisons 〜1月の雪吹雪〜（女子生徒）
- 走れ!T校バスケット部

### シリーズ一覧
1. ↑  第1期（2011年）、第2期『2』（2012年）
2. ↑  第1期（2019年）、第2期（2021年）